# Tām-e Mokhtār
Tām-e Mokhtār (persiska: تام مختار) är en ort i Iran.   Den ligger i provinsen Khorasan, i den nordöstra delen av landet, 900 km öster om huvudstaden Teheran. Tām-e Mokhtār ligger 268 meter över havet och antalet invånare är 415.
Terrängen runt Tām-e Mokhtār är mycket platt, och sluttar norrut. Runt Tām-e Mokhtār är det glesbefolkat, med 20 invånare per kvadratkilometer. Närmaste större samhälle är Sarakhs, 8,3 km sydost om Tām-e Mokhtār. Trakten runt Tām-e Mokhtār består till största delen av jordbruksmark.